# Christian Mitchell
Christian Mitchell es un miembro demócrata de la Cámara de Representantes de Illinois , que representa el distrito 26, que abarca partes de Streeterville , así como partes de Loop , Oakland , Grand Boulevard , Kenwood , Hyde Park , South Shore y South Zonas comunitarias de chicago .  Fue juramentado en enero de 2013 y fue el miembro más joven de la 98 Asamblea General.
El 10 de julio de 2018, Mitchell fue nombrado Director Ejecutivo interino del Partido Demócrata de Illinois, convirtiéndose en el primer afroamericano en desempeñar el cargo.  La primera iniciativa que anunció, en asociación con la campaña gubernativa de JB Pritzker , fue una iniciativa de registro de votantes de $ 1 millón diseñada para resaltar el compromiso del partido de ganar las elecciones de votos en todo el estado.
El 20 de diciembre de 2018, JB Pritzker anunció que Mitchell sería un vicegobernador en su administración.  Mitchell renunció a la Cámara de Illinois el 11 de enero de 2019 para asumir el cargo.

## Primeros años, educación y carrera.
Mitchell fue criado por su madre, que es enfermera, y su abuelo, que era un trabajador sindicalizado y un anciano en su iglesia en Maywood.  Mitchell cita la dedicación y el sacrificio de su madre, así como el servicio de su abuelo, como su inspiración para convertirse en un servidor público.  Mitchell se graduó en política pública en la Universidad de Chicago y actualmente está cursando su JD en la Universidad de Loyola.
Mitchell comenzó su carrera como un organizador comunitario basado en la fe con Southsiders Organized for Unity and Liberation (SOUL).  Su trabajo con SOUL se centró en la reforma de la financiación de la educación, la vivienda asequible y el empoderamiento económico de comunidades de bajos ingresos.  En 2009, Mitchell redactó una ley que se convirtió en la Iniciativa de Climatización Urbana, un programa de $ 425 millones que pone a las personas a trabajar en casas a prueba de intemperie en Chicago.
En 2010, Mitchell trabajó como subdirector de campo en la campaña de reelección de la fiscal general de Illinois Lisa Madigan y dirigió la exitosa campaña de Will Burns para Alderman of the 4th Ward .  Fue asesor sénior del presidente del Condado de Cook, Toni Preckwinkle, desde mayo de 2011 hasta noviembre de 2011, y se desempeñó como Director de Alcance y Relaciones Externas.  Preckwinkle le da crédito a Mitchell por mantener la derogación del impuesto a las ventas de Todd Stroger en el proceso de presupuestación del Condado de Cook .  Mitchell fue nombrado para el equipo de transición del alcalde de Chicago, elegido por Rahm Emanuel , en marzo de 2011.
En 2012, Mitchell actuó como el director de Medios Pagados y Encuestas del Medio Oeste para la campaña del entonces presidente Barack Obama .  Trabajó como Vicepresidente Senior en The Strategy Group desde 2014-2017, ejecutando planes de comunicaciones estratégicas para los candidatos demócratas en los Estados Unidos.  En 2016, Mitchell fue asesor principal de Tammy Duckworth durante su exitosa campaña en el Senado de los Estados Unidos.

## Cámara de Representantes de Illinois
Mitchell fue elegido por primera vez para la Cámara de Representantes de Illinois en noviembre de 2012, a los 25 años.  En la primaria, recibió la aprobación de Alderman Burns y de la exrepresentante del Distrito 26 Kimberly du Buclet, así como del presidente Preckwinkle, el alcalde Emanuel, el gobernador de Illinois Pat Quinn , la secretaria de Estado de Illinois Jesse White y el congresista estadounidense Bobby Rush .  El retador demócrata Kenny Johnson había sido respaldado por los congresistas Jesse Jackson, Jr. y Danny Davis , así como por el Sindicato de Maestros de Chicago , el senador estatal de Illinois Kwame Raoul y el concejal Brendan Reilly .  Mitchell también recibió el respaldo del Chicago Tribune por su mayor comprensión de los problemas estatales y el menú superior de soluciones.  Ganó por un margen de 6739 – 6238, lo que lo puso en fila para ser el miembro más joven de la Asamblea General de Illinois.  Después de ganar las elecciones primarias demócratas en marzo, Mitchell fue indiscutido en las elecciones del 6 de noviembre de 2012.
El representante Mitchell fue reelegido a la Cámara de Representantes de Illinois en noviembre de 2014.  Derrotó al principal candidato democrático Jay Travis en marzo de 2014.  Mitchell se enfrentó a Travis nuevamente en las elecciones primaria de 2016 y ganó la reelección con el 56% de los votos.  Ganó la reelección a un tercer mandato en las elecciones generales del 8 de noviembre de 2016.  Mitchell corrió sin oposición en la primaria de 2018, y actualmente no tiene oposición en la elección general del 6 de noviembre de 2018.
Comités
Presidencias y vicepresidencias: 
- Comité de la Cámara de Oportunidades Económicas (Presidente)[26]
- Comité de la Cámara de Ciberseguridad, Análisis de Datos y TI (Vicepresidente)[26]

- Asignaciones - Comité de Educación Superior[26]
- Poder Judicial - Comité Criminal[26]
- Comité de Administración del Gobierno del Estado[26]

Asignaciones del subcomité: 
- Asignaciones - Subcomité de análisis de costos[26]
- Ciberseguridad, análisis de datos e informática: libros de contabilidad distribuidos y subcomité de criptomoneda[26]
- Poder Judicial - Subcomité de Administración y Ejecución Penal[26]
- Poder judicial - Subcomité de armas de fuego y seguridad de armas de fuego[26]
- Poder judicial - Subcomité de delitos sexuales y registro de delincuentes sexuales[26]

Membresías del Caucus
- Caucus negro

## Posiciones políticas
Mitchell es uno de los miembros más progresistas de la Cámara de Representantes de Illinois.  El 3 de marzo de 2014, el Chicago Tribune describió a Mitchell como "justo lo que necesitan sus electores: un legislador inteligente y trabajador cuya primera prioridad es cuidarlos".  Se le conoce como alguien que muestra una profunda comprensión de los problemas de Illinois, así como un legislador que propone una amplia gama de soluciones.
Educación
Como representante estatal, Mitchell siempre ha apoyado la legislación para dirigir más fondos estatales a las escuelas K-12.  En la 99a Asamblea General, propuso el Fondo de Educación First Act como una solución a largo plazo para restaurar la financiación de la educación en Illinois.  Se proyecta que el Fondo Education First Act incrementará la inversión en las Escuelas Públicas de Chicago en $ 200 millones sin aumentar los impuestos locales a la propiedad.  A largo plazo, la legislación propuesta generará $ 1,000 millones adicionales en fondos para las escuelas en todo el estado.  El miércoles 30 de octubre de 2013, Mitchell le dijo a Dartesia Pitts en el Foro Político de CAN TV que considera que "la educación es la clave para la oportunidad, como una escalera para salir de la pobreza, como lo que me llevó al lugar donde estoy".
En su calidad de Presidente de la Comisión de Oportunidades Económicas, Mitchell recorrió las universidades estatales durante el estancamiento presupuestario 2015-2017, y llamó la atención sobre la importancia económica de la educación superior para las comunidades de todo el estado.  Mitchell destacó la capacidad de los colegios y universidades para servir como instituciones ancla: atraer a nuevos residentes, proporcionar empleados para negocios locales y apoyar a tiendas y restaurantes locales.  "Los impactos son reales y son directos en la vida de personas reales", dijo.  
Mitchell ha abogado constantemente por un aumento de los fondos estatales para las escuelas, y en particular los distritos con un gran número de estudiantes de bajos ingresos.  Fue un firme partidario de las reformas de financiación de la educación aprobadas por la Asamblea General en 2017, que aumentaron la financiación estatal para la educación en $ 350 millones, incluidos $ 60 millones para las Escuelas Públicas de Chicago.  Sin embargo, el gobernador Bruce Rauner vetó el proyecto de ley y exigió $ 75 millones en créditos fiscales para escuelas privadas a cambio de su firma.  Mitchell continuó abogando por una mayor financiación escolar, pero votó en contra del proyecto de ley modificado propuesto por el gobernador.  Rauner, denunciando los créditos fiscales como vales por otro nombre.  Mitchell dijo: "[El proyecto de ley] incentiva a los ciudadanos más ricos, en lugar de pagar su parte justa de los impuestos para financiar la educación pública, a tomar un recorte de impuestos que extraerá recursos de nuestras escuelas públicas y los fondos que invierten en infraestructura. "servicios humanos y alivio de impuestos a la propiedad ... la educación pública es un concepto demasiado importante como para intercambiarlo por el dinero que merecen los escolares de bajos recursos en todo el estado".
Mitchell apoya la legislación para establecer una Junta de Educación de Chicago elegida.  Actualmente la Junta Escolar es nombrada por el Alcalde de Chicago.
En 2018, Mitchell patrocinó la SB 2892, un proyecto de ley para aumentar el salario mínimo para los maestros en Illinois, establecido en $ 9,000 desde 1980.  El proyecto de ley de Mitchell habría elevado el salario mínimo para los maestros a $ 32,076 el año siguiente y $ 40,000 para 2022.  La Asamblea General de Illinois aprobó el proyecto de ley de Mitchell en mayo de 2018, con apoyo bipartidista.  El 26 de agosto de 2018, el gobernador Bruce Rauner vetó el proyecto de ley.
Control de armas
En 2014, Mitchell solicitó el establecimiento de un Grupo de trabajo de control de tráfico de armas para evitar que las armas ilegales lleguen a los delincuentes.  Ha introducido una legislación que incrementa las regulaciones sobre el concesionario de armas para sofocar la propagación de armas ilegales, como la videovigilancia las 24 horas, los 7 días de la semana, la verificación de antecedentes obligatorios de los empleados que trabajan en los concesionarios de armas, el mantenimiento detallado de registros y las restricciones de zonificación.  El representante Mitchell también ha propuesto una legislación que exige un impuesto del 2% sobre la venta de municiones para financiar centros de trauma en Illinois.
En 2018, Mitchell votó por la HB 1467, una medida para prohibir las reservas en Illinois.  La medida se introdujo después del Disparo en Las Vegas de 2017, que fue llevado a cabo por un solo pistolero que utilizó protuberancias para convertir rifles semiautomáticos en rifles automáticos.
Creación de empleo
Mitchell se opone vehementemente a las políticas de Derecho al Trabajo.  En un discurso pronunciado en la Cámara de Representantes de Illinois el 14 de mayo de 2015, se opuso a una iniciativa para crear zonas locales de empoderamiento del empleo, diciendo que "sin sindicatos, no tendríamos una clase media afroamericana".  Porque la clase media afroamericana en lugares como Chatham y Bronzeville fue construida sobre la espalda de bomberos, maestros y sindicatos ".  Apoyó el Proyecto de Ley de Arbitraje Justo (SB 1229), que habría permitido al Estado alcanzar un acuerdo de negociación colectiva renovado con sus empleados sindicalizados mediante arbitraje en lugar de un cierre patronal o una huelga.  
Mitchell también fue el copatrocinador principal de HB 2607, el Proyecto de ley de empleos limpios de Illinois, un proyecto de ley que reducirá la contaminación por carbono y creará 32,000 nuevos empleos en Illinois.
Familias trabajadoras
El representante Mitchell ha apoyado numerosas iniciativas para aliviar los impuestos a las familias de clase media en Illinois.  Él aboga por enmendar la constitución para crear un impuesto a la renta estatal graduado, en el cual las personas con ingresos más bajos pagan una tasa más baja y las personas con ingresos más altos pagan una tasa más alta.  También apoya la expansión del Crédito Estatal por Impuestos sobre la Renta para reducir la carga fiscal de las familias de ingresos bajos y medios.
En febrero de 2015, Mitchell presentó un proyecto de ley para garantizar que todos los trabajadores en Illinois tengan derecho a tiempo de enfermedad pagado.  También copatrocinó legislación que se convirtió en ley para ampliar el acceso a los beneficios de SNAP para familias que incluyen a una persona mayor, discapacitada o ciega.
En mayo de 2018, Mitchell apoyó un presupuesto estatal bipartidista.  El presupuesto del estado, aprobado por la legislatura y firmado por el gobernador Bruce Rauner, evitó los aumentos de impuestos a la propiedad, un importante punto de venta para Mitchell.  
Ambiente
En la legislatura, Mitchell ha promovido medidas para preservar el medio ambiente y mover a Illinois hacia una economía de energía limpia. 
Mitchell fue copatrocinador principal del Proyecto de Ley de Empleos Limpios de Illinois, que creará aproximadamente 32,000 nuevos empleos; menores costos de electricidad; y reducir la huella de carbono del estado.  Mitchell era partidario de un Estándar de Cartera Renovable más fuerte, que dirigía una mayor parte de las inversiones estatales a fuentes de energía sostenibles.
En 2018, Mitchell fue el patrocinador principal de la SB 3156, un proyecto de ley para aumentar la transparencia en las investigaciones de la Agencia de Protección Ambiental de Illinois.
En 2018, el récord de Mitchell en el medio ambiente obtuvo una calificación del 100% del Consejo Ambiental de Illinois.  Esto marcó la quinta vez que Mitchell recibió una calificación del 100% de IEC.
Cuidado de los niños
Mitchell cree que el cuidado infantil patrocinado por el estado capacita a los padres solteros para mantener a sus familias.  En 2015, en respuesta a la drástica reducción del programa de cuidado infantil de Illinois del gobernador Rauner, Mitchell se convirtió en el principal patrocinador de la legislación para ampliar el cuidado infantil subsidiado por el estado al 200% del Nivel Federal de Pobreza.  Esta legislación amplía el acceso al programa para miles de familias trabajadoras, particularmente padres solteros, y es un proyecto de ley que Mitchell ha llevado desde que asumió el cargo en la Asamblea General.
El 17 de noviembre de 2015, Mitchell expresó su apoyo a la ampliación del cuidado de niños en una entrevista con Paul Lisnek, diciendo "Tengo proveedores de cuidado de niños en mi distrito que están cerrando.  Tenemos negocios que están ajustando la forma en que hacen los turnos porque hay muchas madres solteras que están siendo aplastadas por el hecho de que ya no tienen cuidado de niños.  Así que para nosotros, votar por la SB 570, de la que fui copatrocinador principal, fue un seguro para decir que el gobernador nunca podrá hacer algo así de nuevo ".
En marzo de 2017, Mitchell presentó HB 3595, un proyecto de ley que crearía créditos fiscales para ayudar a los padres que trabajan a cubrir los gastos de cuidado infantil.  "Creo que [el proyecto de ley] podría ser realmente útil para hacer avanzar a la clase media, clase media-baja hacia adelante en términos de tener más dinero para el cuidado infantil y un cuidado infantil de mejor calidad en el estado", dijo Mitchell sobre el proyecto.
Mejora de la transparencia en la aplicación de la ley y la reforma de la justicia penal
El Representante Mitchell copatrocinó la Ley de Mejora de las Relaciones con la Policía y la Policía, que amplía el acceso a cámaras corporales, requiere capacitación adicional para los agentes de policía e incorpora una medida redactada por el Rep.  Mitchell requiere que los departamentos de policía realicen una investigación independiente de las muertes de policías involucradas.
Mitchell es un partidario ardiente de la reforma de la justicia penal, reconociendo el efecto desproporcionado que tienen las leyes actuales sobre drogas en las comunidades minoritarias. Él copatrocinó HB 218, legislación para despenalizar la marihuana mediante la eliminación de sanciones penales asociadas con la posesión de 15 gramos o menos de marihuana.  El Departamento de Correccionales de Illinois proyectó que esta ley reduciría la población penitenciaria de Illinois en 115 reclusos y ahorraría $ 29,335,700 durante 10 años. El gobernador Rauner vetó el proyecto de ley en agosto de 2015.